# Aeroportul Kongolo
Aeroportul Kongolo (IATA: KOO, ICAO: FZRQ) este un aeroport din Katanga⁠(d), Republica Democratică Congo ce deservește zona Kongolo⁠(d). A fost numit după zona deservită.
Situat la o altitudine de 564 m, aeroportul dispune de o singură pistă.